# Schublade

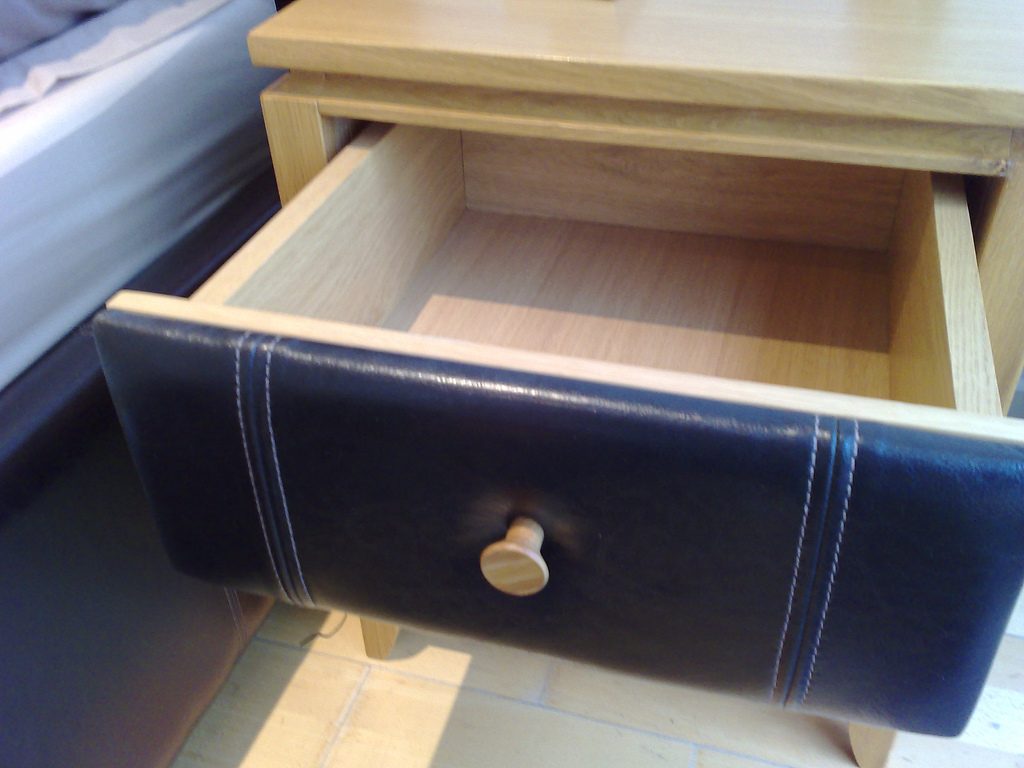
Schublade an einem Nachttisch

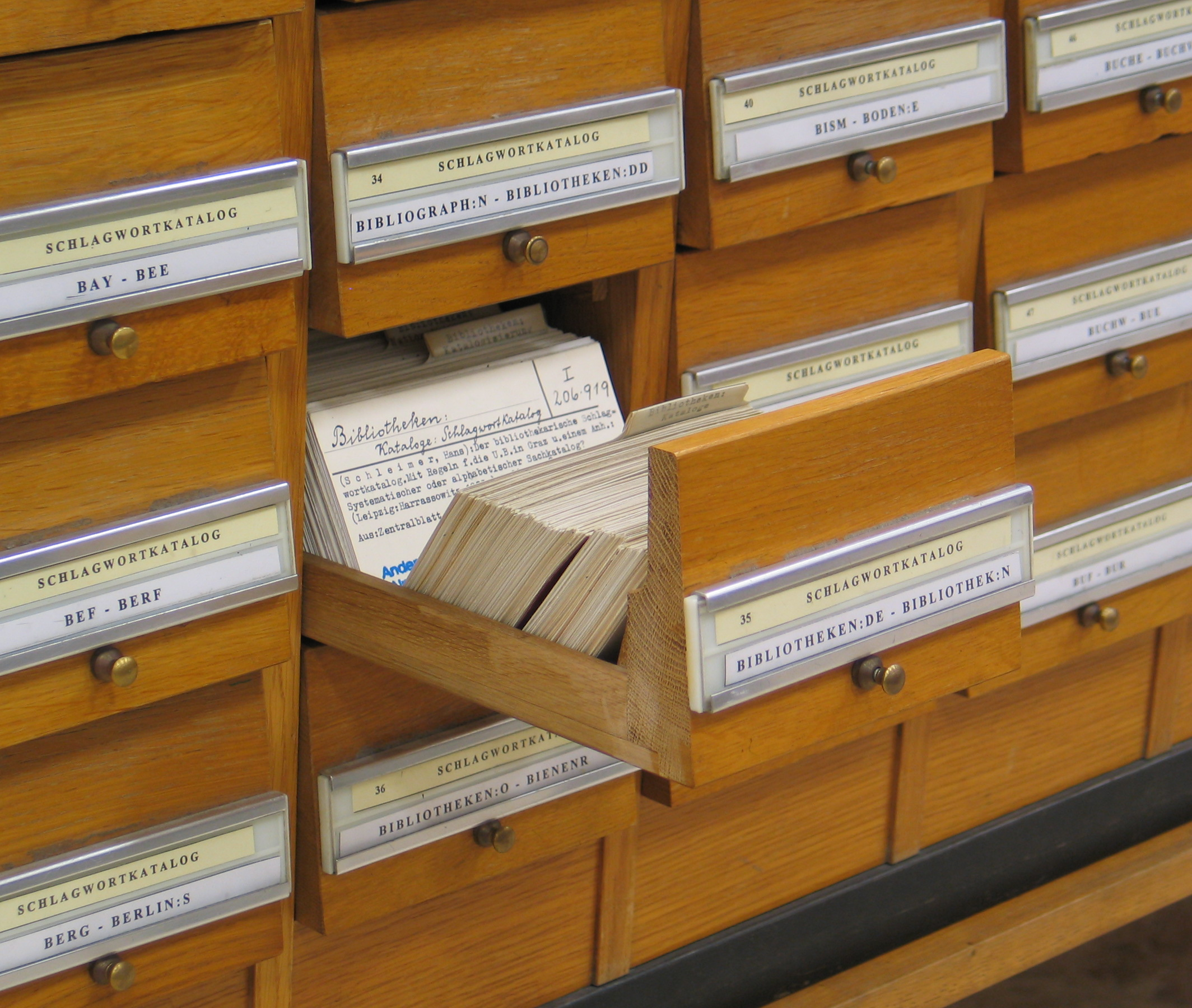
Schubladen mit Kennzeichnung in einer Bibliothek

Eine Schublade (regional Schubfach oder „Schub“, vor allem österreichisch, bloß „Lade“) ist ein oben offenes Behältnis, das horizontal aus einem Schrank oder einer Kommode herausgezogen werden kann und meist auf seitlich angebrachten Schienenführungen gelagert ist.
Fast alle Schubladen haben vorne einen Griff. Alternativ kann die Schublade durch Druck auf die Frontplatte mit Hilfe eines Federmechanismus geöffnet werden. Schubladen können durch ein Schloss gesichert werden. Oft finden sich abschließbare Schubladen an Schreibtischen.
Neben der klassischen eckigen Innenform können Schubladen als Schütte muldenförmig sein, um Schüttgut wie Zucker, Mehl oder Salz zu lagern.
Sonderformen, meist auf Rollen, befinden sich als Staufach unter Betten oder als Rollcontainer, die mehrere Schubladen beinhalten, unter Büroschreibtischen.

## Geschichte
Aus der Antike sowie dem Hochmittelalter sind keine Schubladen bekannt; zur Aufbewahrung verwendete man ausschließlich hölzerne Truhen, in welche die Gegenstände von oben hineingelegt wurden. Schubladen kamen erst auf mit der Entwicklung von Schränken oder Kommoden im ausgehenden Mittelalter bzw. in der Renaissance. Einmal erfunden, erfuhren sie Verwendung in zahlreichen Anwendungsgebieten.

## Teleskopschienen und Selbsteinzug
In modernen Möbeln, insbesondere bei Einbauküchen, werden Schubladen oft mit Teleskopschienen ausgerüstet, die das Öffnen und Schließen der Schubfächer aufgrund der reduzierten Reibung dieser Systeme einfacher machen. Sie werden meist auch kombiniert mit einer Auszugsmechanik, die die Schublade vor dem Herausziehen stoppt und verhindern das Blockieren durch ein seitliches Verkanten an den Schienen (Schubladeneffekt).
.
Manche Schubladen verfügen über einen Selbsteinzug, unter anderem als „Soft-Close“ vermarktet. Der Selbsteinzug bewirkt, dass sich die Schublade das letzte Stück von alleine zuzieht. Es ist ein Mechanismus, der sich, grob gefasst, aus einer Feder und einer Dämpfung zusammensetzt. Beim Öffnen der Schublade wird die Feder gespannt und die Dämpfung ausgefahren. Wird die Schublade zu etwa einem Viertel geöffnet, arretiert der Selbsteinzug, ohne ein weiteres Öffnen der Schublade zu verhindern. Beim Schließen löst sich der Selbsteinzug wieder aus der Arretierung und zieht die Schublade von alleine ein. Die Dämpfung sorgt dafür, dass die Schublade trotz gespannter Feder nicht zurück springt, sondern sanft geschlossen wird.
Eine aufwendigere Ausführung des Selbsteinzugs sind umliegende Magnetleisten im Rahmen und an den Schubladen. Hierbei entfallen die Ermüdungserscheinungen des Selbsteinzugs mittels Federn in den Schienen. Aus Kostengründen finden sich diese nur im oberen Preissegment, beispielsweise bei Privatküchen aus Edelstahl.

## Schubladen an elektronischen Geräten
Elektronische Geräte wie CD-Spieler, DVD-Spieler, CD-, DVD-Laufwerke und andere, technische und elektronische Geräte sind heute oft mit einem Schubladenantrieb versehen. Das Öffnen und Schließen der Schublade erfolgt dabei meist mittels einer Fernbedienung, deren Signal den Antriebsmotor eines Zahnstangenantriebs startet und damit den Vor- oder Rückhub der Schublade auslöst. Wird die Zielposition der Schublade erreicht, so schaltet z. B. ein Endlagenschalter den Antriebsmotor wieder aus.

## Schubladen in der Kunst

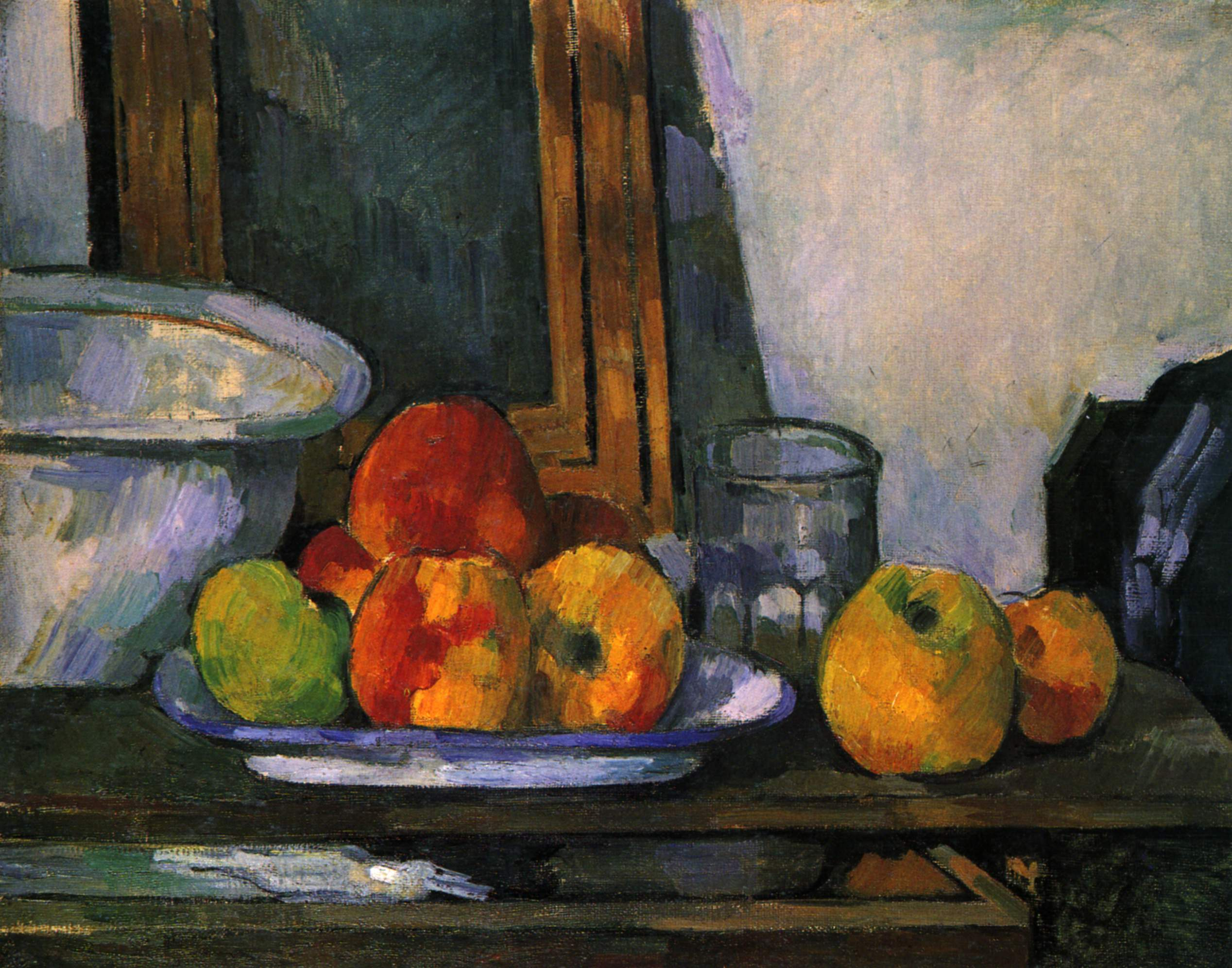
Stillleben mit offener Schublade (Paul Cézanne, 1877–79)

Paul Cézanne malte das hier gezeigte Stillleben mit offener Schublade. Noch bekannter dürfte das Gemälde Brennende Giraffe von Salvador Dalí sein, das umgangssprachlich oft als „Schubladenfrau“ bezeichnet wird.

## „Schublade“ im übertragenen Sinn
„Schubladendenken“ bezeichnet abschätzig eine Geisteshaltung allzu starrer Zuordnungen, ebenso wie das Verb „schubladisieren“. In der Romandie (der französischsprachigen Schweiz) wird das Verb „schubladiser“ im Sinne von „zu den Akten legen“ oder, mit negativer Konnotation, „auf die lange Bank schieben“ gebraucht. „Für die Schublade“ geschrieben gelten Texte eines Autors, die für eine Veröffentlichung gedacht waren, die aber nicht stattfand; oder (Untersuchungs-)Berichte, die zwar der Form halber erstellt werden müssen, dann aber „in der Schublade verschwinden“, also lediglich archiviert werden, jedoch keine Auswirkungen haben.